# نايجل غودريتش
نايجل تيموثي غودريتش (بالإنجليزية: Nigel Timothy Godrich)‏ (من مواليد 28 فبراير 1971) هو منتج تسجيل ومهندس تسجيل وموسيقي إنجليزي. اشتهر بعمله مع فرقة الروك الإنجليزية راديوهيد، حيث أنتج جميع ألبومات الاستوديو الخاصة بهم منذ «أوك كومبيوتر» (1997) ومعظم أعمال المغني توم يورك. وهو عضو في فرقة أتومس فور بيس (مع يورك) وفرقة أولترايستا.
عمل غودريتش أيضًا مع عدة فرق ومغنين مثل بيك وآير وبول مكارتني ويو تو وآر إي إم وبايفمنت وروجر ووترز. هو مؤلف سلسلة الويب الموسيقية «من القبو».

## السنوات المبكرة
ولد نايجل غودريتش في وستمنستر بلندن، وهو ابن فيكتور غودريتش، مشرف الصوت في بي بي سي، وبريندا غودريتش. تلقى تعليمه في مدرسة ويليام إيليس في شمال غرب لندن، حيث شارك في الفصول الدراسية مع صديقه وعضو فرقة زيرو 7 المستقبلي هنري بينس. بدأ غدريتش العزف على القيثارة مستوحى من جيمي هندريكس وفرانك زابا. أصبح مهتمًا بهندسة الصوت ودرس في «كلية هندسة الصوت بلندن». أصبح غودريتش بعد التخرج موظفًا مبتدئًا في مجمع استوديو أوديو وان، وعمل بشكل أساسي كصبي شاي.
أصبح غودريتش بعد إغلاق أوديو وان مهندس المنزل في «استوديوهات راك». وأصبح هناك مشغل شرائط للمنتج جون ليكي وعمل معه على ألبومات لفرقة رايد دينيم. غادر غودريتش في عام 1995 استوديوهات راك للعمل مع بينز على الموسيقى الإلكترونية الراقصة في استوديو شابانغ الجماعي الخاص بهم. في غضون ستة أشهر بدأ العمل مع الأعمال السائدة بما في ذلك فرقة ماكألمونت وباتلر. وظفه المنتج جون ليكي في عام 1994 لهندسة ألبوم «كرنفال الضوء» لفرقة رايد.
نسب جودريتش الفضل إلى المنتج فيل ثورنالي لتعليمه حرفته. أطلق على «أبطاله» اسم منتج فريق البيتلز جورج مارتن «لاختراع الوظيفة» وتريفور هورن لكونه «الأمر الذي جعلني حقًا أجلس وأستمع».